# Чивитела д'Аљано
Чивитела д'Аљано (итал. Civitella d'Agliano) је насеље у Италији у округу Витербо, региону Лацио.
Према процени из 2011. у насељу је живело 582 становника. Насеље се налази на надморској висини од 284 м.

## Становништво
Према резултатима пописа становништва 2011. у општини је живело 1.658 становника.
| 1936. | 1951. | 1961. | 1971. | 1981. | 1991. | 2001. | 2011. |
| ----- | ----- | ----- | ----- | ----- | ----- | ----- | ----- |
| 2.795 | 2.810 | 2.429 | 1.894 | 1.769 | 1.765 | 1.734 | 1.658 |